# 비탈리 타이베르트
비탈리 타이베르트(독일어: Vitali Tajbert, 1982년 5월 25일~)는 독일의 전직 권투 선수이다. 2004년 하계 올림픽에서 페더급 동메달을 획득했으며 세계 선수권 대회에서 은메달 1개, 유럽 선수권 대회에서 금메달 1개를 획득했다. 2005년에 프로 선수로 전향했으며 2009년 세계 복싱 협회(WBC) 슈퍼페더급 챔피언에 올랐다,